# Сага о Форсайтах (телесериал, 1967)
«Сага о Форсайтах» (англ. The Forsyte Saga) — британский драматический телесериал, являющейся экранизацией «Саги о Форсайтах» Джона Голсуорси. Телесериал основан на трёх романах — «Собственник» (1906), «В петле» (1920) и «Сдаётся внаём» (1921); и двух интерлюдиях — «Последнее лето Форсайта» (1918) и «Пробуждение» (1920); а также на последующем цикле романов «Современная комедия».
Сериал был спродюсирован и написан Дональдом Уилсоном и впервые транслировался вечером в субботу с 7 января по 1 июля 1967 года на BBC2; в это время только немногие могли настроить приём канала. Сериал был повторно показан на BBC1 начиная с 8 сентября 1968 года; финальный эпизод в 1969 году посмотрело более 18 миллионов зрителей.
Телесериал был показан по всему миру и стал первым телесериалом BBC, проданным в СССР. Показан в июле-августе 1971 года. Закадровый перевод в исполнении Николая Александровича.

## В ролях
Список актёров включает всех наиболее заметных актёров; звезда кино Кеннет Мор является самым известным.
- Теренс Александр — Монтегью Дарти, муж Уинифрид
- Джон Бэнкрофт — Джордж Форсайт, кузен Сомса и Уинифрид
- Джун Барри — Джун Форсайт, дочь Джолиона I, помолвленная с Босини
- Джон Беннет — Филип Босини, архитектор
- Джонатан Бёрн — Валериус (Вэл) Дарти, сын Монтегью и Уинифрид
- Фэй Комптон — тётя Энн, старейшина клана Форсайтов
- Карин Ферланд — Энн Форсайт (урожд. Уилмот)
- Сьюзан Хэмпшир — Флёр Форсайт, дочь Сомса и Аннетт
- Урсула Хоуэллс — Фрэнсис Форсайт (урожд. Криссон), первая жена Джолиона II
- Мартин Джарвис — Джон Форсайт (Джолион IV), сын Джолиона II и Ирэн
- Мэгги Джонс — Смитер
- Сирил Лакхэм — сэр Лоренс Монт
- Кеннет Мор — Джолион II Форсайт, художник, женатый на Фрэнсис, Хелене и Ирэн
- Лана Моррис — Элен Форсайт (урожд. Хилмер), вторая жена Джолиона II
- Сюзанна Неве — Холли Дарти (урожд. Форсайт), дочь Джолиона II, жена Вэла
- Нора Николсон — тётя Джулия Смолл (урожд. Форсайт), вдова
- Джозеф О’Коннор — Джолион I Форсайт, брат Джеймса и отец Джолиона II
- Далия Пенн — Аннетт Форсайт, бывшая продавщица в Сохо, вторая жена Сомса
- Николас Пеннелл — баронет Майкл Монт, жених Флёр
- Робин Филлипс — Уилфрид Дезерт
- Эрик Портер — Сомс Форсайт, адвокат
- Нири Доун Портер — Ирэн Форсайт (урожд. Эррон), первая жена Сомса и третья жена Джолиона II
- Кинастон Ривз — Николас Форсайт
- Фани Роу — Эмили Форсайт, жена Джеймса, мать Сомса и Уинифрид
- Нора Суинбёрн — тётя Эстер Форсайт, старая дева
- Маргарет Тизак — Уинифрид Дарти (урожд. Форсайт), сестра Сомса
- Джон Уэлш — Джеймс Форсайт, отец Сомса и Уинифрид, брат Джолиона I
- Джулия Уайт — Коакер
- Джордж Вудбридж — Суизин Форсайт, весёлый старик-дядюшка
- Майкл Йорк — Джолион III Форсайт, младший сын Джолиона II

## В популярной культуре
- По данным высоцковеда Марка Цыбульского, в песне Владимира Высоцкого «Жертва телевидения» (1972) содержится отсылка к телесериалу «Сага о Форсайтах», показанному по советскому телевидению в 1971 году («Фильм, часть седьмая — тут можно поесть: я не видал предыдущие шесть»).[5]

## Награды
Телесериалу были присуждены: награда BAFTA (1968) и Прайм-таймовая премия «Эмми» (Primetime Emmy Awards) (1970).